# Timberlake Wertenbaker

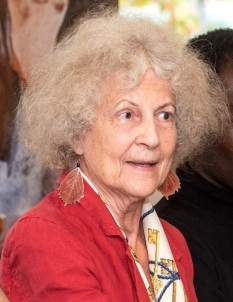
Timberlake Wertenbaker

Timberlake Wertenbaker (geboren in New York City) ist eine amerikanisch-britische Dramatikerin, die in London lebt.

## Leben
Timberlake Wertenbakers Mutter Lael Wertenbaker war Journalistin und Schriftstellerin, ihr Vater Charles Wertenbaker war Journalist und Herausgeber des Magazins Time.
Wertenbaker wuchs im französischen Baskenland auf. Ihr Studium absolvierte sie in den USA. Danach begann sie mit einer Theaterarbeit in Griechenland. Seit 1980 arbeitete sie für Bühnen in London, wohnte in Brixton, schrieb eigene Stücke, übersetzte, richtete Stücke für die Bühne oder das Radio ein und arbeitete als Dramaturgin.
1981 brachte sie das Stück New Anatomies über die Abenteurerin Isabelle Eberhardt auf Bühne des Institute of Contemporary Arts in London, das zum klassischen feministischen Drama der 1980er Jahre gerechnet wird. Im Jahr 1983 war sie als Writer in Residence bei der Theatergruppe „Shared Experience“ und in der Saison 1984/85 beim Royal Court Theatre.
In Our Country's Good adaptierte sie 1988 Thomas Keneallys Roman The Playmaker für die Bühne des Royal Court unter der Regie von Max Stafford-Clark. In dem „Stück im Stück“ ließ sie die männlichen und weiblichen Protagonisten der australischen Strafgefangenen gleichberechtigt nebeneinander agieren und brachte als zusätzliches dramatisches Element die Situation der Aborigines im Kolonialismus ein.
Ins Englische übersetzte Wertenbaker für die Bühne, das Fernsehen und das Radio Stücke von Jean Anouilh, Euripides, Maeterlinck, Marivaux, Pirandello, Racine, Sophokles, sowie Jenůfa von Gabriela Preissová, Tolstois Krieg und Frieden richtete sie für BBC Radio 4 ein.
Wertenbaker war Guggenheim Fellow, sie hat für ihre Stücke eine Reihe von Preisen erhalten und war für den Tony Award nominiert. 2006 wurde sie als Fellow in die Royal Society of Literature (FRSL) aufgenommen. Wertenbaker nahm 2012 eine Gastprofessur für Dramatik an der University of East Anglia wahr.
Sie ist mit dem Schriftsteller John Man verheiratet, sie haben eine Tochter und wohnen in Nord-London.

## Werke (Auswahl)
Viele Werke wurden bei Faber & Faber verlegt, wo auch zwei Sammelbände ihrer Stücke herauskamen.
- This Is No Place for Tallulah Bankhead, 1978
- The Third, 1980
- Second Sentence, 1980
- Case to Answer, 1980
- Breaking Through, 1980
- New Anatomies, 1981
- Inside Out, 1982
- Home Leave, 1982
- Abel’s Sister, 1984
- The Grace of Mary Traverse, 1985
- Our Country's Good, 1988
- The Love of the Nightingale, 1989
- Three Birds Alighting on a Field, 1992
- The Break of Day, 1995
- After Darwin, 1998
- Dianeira, 1999 (Radio)
- The Ash Girl, 2000
- Credible Witness, 2001
- Galileo's Daughter, 2004
- Scenes of Seduction, 2005 (Radio)
- Divine Intervention, 2006
- The Love of the Nightingale, Libretto für die Oper von Richard Mills, Uraufführung 2011 in Sidney
- Jenůfa, 2007
- Arden City, 2008
- The Line, 2009
- Our Ajax, 2013
- The Ant and the Cicada, 2014
- Jefferson's Garden, 2015